# George Snedecor
George Waddel Snedecor (20 de octubre de 1881 – 15 de febrero de 1974) fue un matemático y estadístico estadounidense. Trabajó en el análisis de la varianza, análisis de datos, diseño de experimentos y metodología estadística. Da nombre a la Distribución F y a un premio de la Asociación de Estadística Americana.
Snedecor fundó el primer departamento de estadísticas en los Estados Unidos en la Universidad Estatal de Iowa. También creó el primer laboratorio estadístico en el país y fue un pionero de las matemáticas aplicadas modernas. Su libro de texto de 1938 Statistical Methods (Métodos Estadísticos) se ha convertido en un clásico:

En la década de 1970, un contraste de citas publicadas en artículos científicos de todas las áreas de la ciencia mostró que la obra de Snedecor Statistical Methods fue el libro más citado
David Salsburg

Nacido en Memphis, Tennessee, en el seno de una familia acomodada de demócratas sureños presbiteranos, Snedecor se crio en Florida y Alabama siguiendo a su padre, que sentía una llamada religiosa para evangelizar y educar a las clases desfavorecidas negras del sur.  George era el nieto del abogado de Memphis Bedford Mitchell Estes, a través de su hija Emily Alston Estes. Era hijo de G. Snedecor y sobrino de Ione Estes Dodd y William J. Dodd, famoso arquitecto.

## Honores
Snedecor recibió doctorados honoríficos de la Universidad de Carolina del Norte en 1956 y de la Universidad Estatal de Iowa en 1958. El Snedecor Hall, construido en 1939, es hoy en día la sede del Departamento de Estadística de la Universidad Estatal de Iowa.

## Algunas publicaciones
- Calculation and interpretation of analysis of variance and covariance (1934)
- Statistical methods applied to experiments in agriculture and biology (1938)